# Schwödiau (Gemeinde Wolfern)
Schwödiau ist ein Ort im Traunviertel in Oberösterreich und gehört zur Gemeinde Wolfern im Bezirk Steyr-Land.

## Geographie
Der Ort befindet sich um die 3½ Kilometer nordwestlich der Stadt Steyr. Er liegt in der südöstlichen Traun-Enns-Platte im Quellgebiet des Dietachbachs, auf um die 380 m ü. A. Höhe. Der Ort umfasst nur 10 Adressen, beiderseits der Straße von Wolfern über Neustift nach Gleink. 
| Im Dörfl        | Edt (Gem. Dietach)                          |                                      |
| Judendorf       | Kompassrose, die auf Nachbargemeinden zeigt | Kerschberg (Gem. Wolfern u. Dietach) |
| Lerchensiedlung | Waldrandsiedlung                            | Neustift (Std. Steyr)                |

## Geschichte
Der Ortsname ist schon 1311 urkundlich, genannt ist „daz lehen datz swetigau“. Der Name steht zu  „swetig“ ‚feucht‘ (insb. ‚Feuchtigkeit absondernd‘, auch: ‚blutig‘, cf. schwitzen) im Sinne ‚weiche, schwammige Au‘. Dieser Name findet sich auch bei einem weiteren Ort nördlich von Dietach.
Die Ortschaft findet sich schon circa 1750 als Schwödiau und Derfl. Dazu gehörten die zerstreuten Häuser Im Dörfl bei Judendorf  und die Wolferner Anteile von Kerschberg. Seit 2015 wird sie nicht mehr als solche geführt.